# شاهزاده‌نشین فرغانه
شاهزاده‌نشین فرغانه یک دودمان ایرانی‌تبار محلی بود که بر منطقه فرغانه در سغد از تاریخی نامعلوم تا سال ۸۱۹ میلادی فرمان می‌راند. لقب فرمانروایان آن «اخشید» و «دهقان» بود. پایتخت این شاهزاده‌نشین اخسیکت بود.